# Epopeu
Epopeu é o rei do Sicião que recebeu Antíope, princesa de Tebas, logo depois dela ter sido engravidada por Zeus.
Segundo Diodoro Sículo, Epopeu desafiou os deuses à batalha, e violou seus santuários e altares.
Segundo Pseudo-Apolodoro, Epopeu foi morto por Lico, tio de Antíope e usurpador em Tebas.
Segundo a cronologia de São Jerônimo, Epopeu reinou por 35 anos em Sicião, seu reinado se iniciou por volta do ano 1425 a.C.. Ele é o sucessor de Corax e o antecessor de Laomedonte.
Segundo Pausânias (geógrafo), Epopeu era filho de Aloeu (filho de Hélio) e pai de Maratona (filho de Epopeu). Epopeu e Nicteu morreram por causa dos ferimentos da guerra entre Sicião e Tebas, por causa de Antíope. Epopeu também foi rei de Corinto (chamada de Éfira). Em Corinto, seu antecessor foi Bunus e seu sucessor seu filho Maratona, e em Sicião seu antecessor foi Corax. e foi sucedido por Laomedonte.